# Rio Tinto (entreprise)
Pour les articles homonymes, voir Rio Tinto.

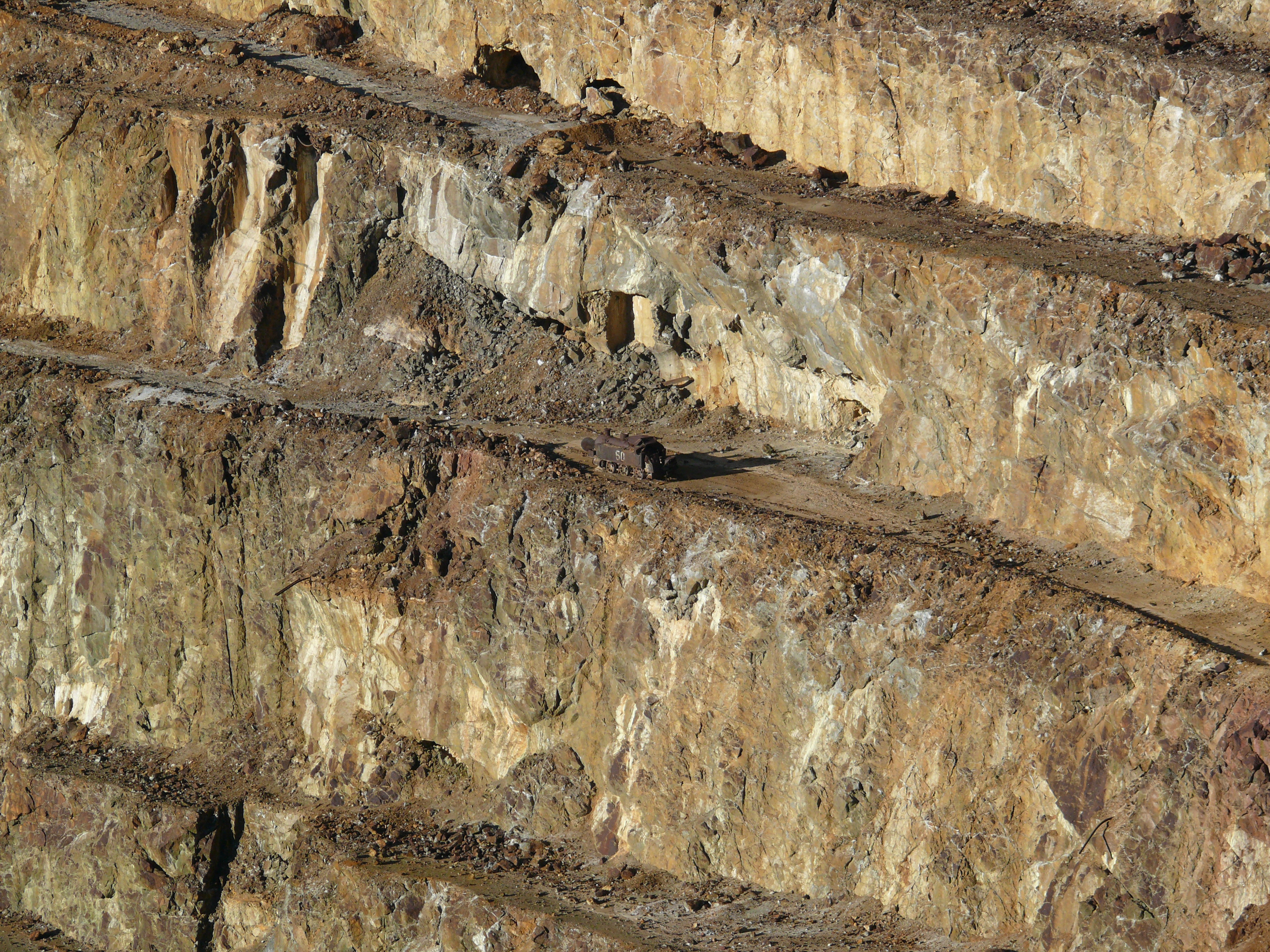
Locomotive abandonnée (no 50, Dübs & Co. 1880) au 16e étage, dans la plus grande mine à ciel ouvert d'Europe (Corta Atalaya), reste de l'exploitation minière de Rio Tinto, Espagne.

Rio Tinto est un groupe minier multinational anglo-australien, surtout implanté en Australie, où se trouve l'un de ses deux sièges sociaux (à Melbourne, l'autre étant à Londres), et en Amérique du Nord. Le groupe est néanmoins présent dans de nombreux pays, sur les cinq continents, mais ses actifs miniers se concentrent principalement en Australie et au Canada.
Il détient des actifs bruts d'une valeur de 81 milliards de dollars, à travers un réseau complexe d'entreprises et de filiales. Depuis le rachat d'Alcan et la création de Rio Tinto Alcan, l'aluminium constitue la première activité du groupe en volume : il a généré environ 40 % du chiffre d'affaires en 2008. Le fer représente quant à lui 28 % du chiffre d'affaires, et Rio Tinto est, avec BHP Billiton et Vale, l'un des trois groupes qui dominent le marché mondial de ce minerai. Parmi les autres domaines d'activité du groupe figurent notamment le charbon et le cuivre.
Mais l’histoire de la société est marquée également par plusieurs scandales environnementaux. Le premier se produit en Espagne dès 1888, sur le site de départ, la mine de Rio Tinto. Un mouvement social éclate à la suite des pollutions engendrées par la calcination du minerai en plein air et par l'ensemble des conditions de travail. Il est réprimé sévèrement.
D'autres scandales environnementaux sont plus récents, avec, en particulier, les pollutions sur l’île de Bougainville dans les années 1980, puis la destruction en mai 2020 en Australie de grottes aborigènes préhistoriques parmi les plus anciennes de ce continent. À la suite de ce scandale, la controverse est mondiale et le directeur général de l’entreprise est contraint à la démission.

## Historique

### Création de l'entreprise

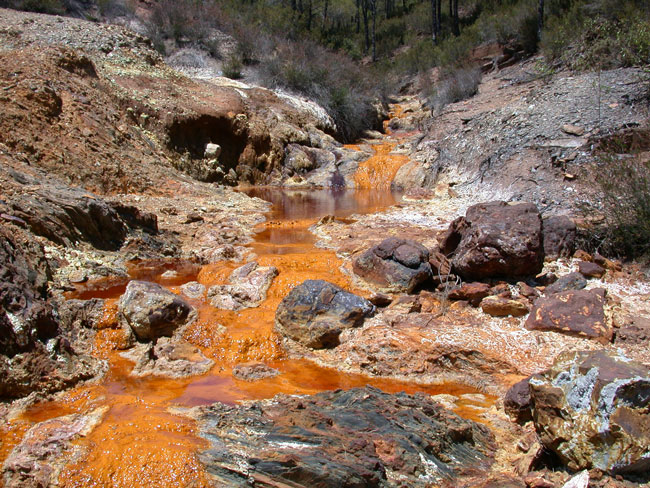
Le nom de la société provient de la rivière Río Tinto, qui est devenue rouge, en raison d'une pollution historique (drainage minier acide, causé par l'exploitation très ancienne de mines, probablement dès l'Antiquité).

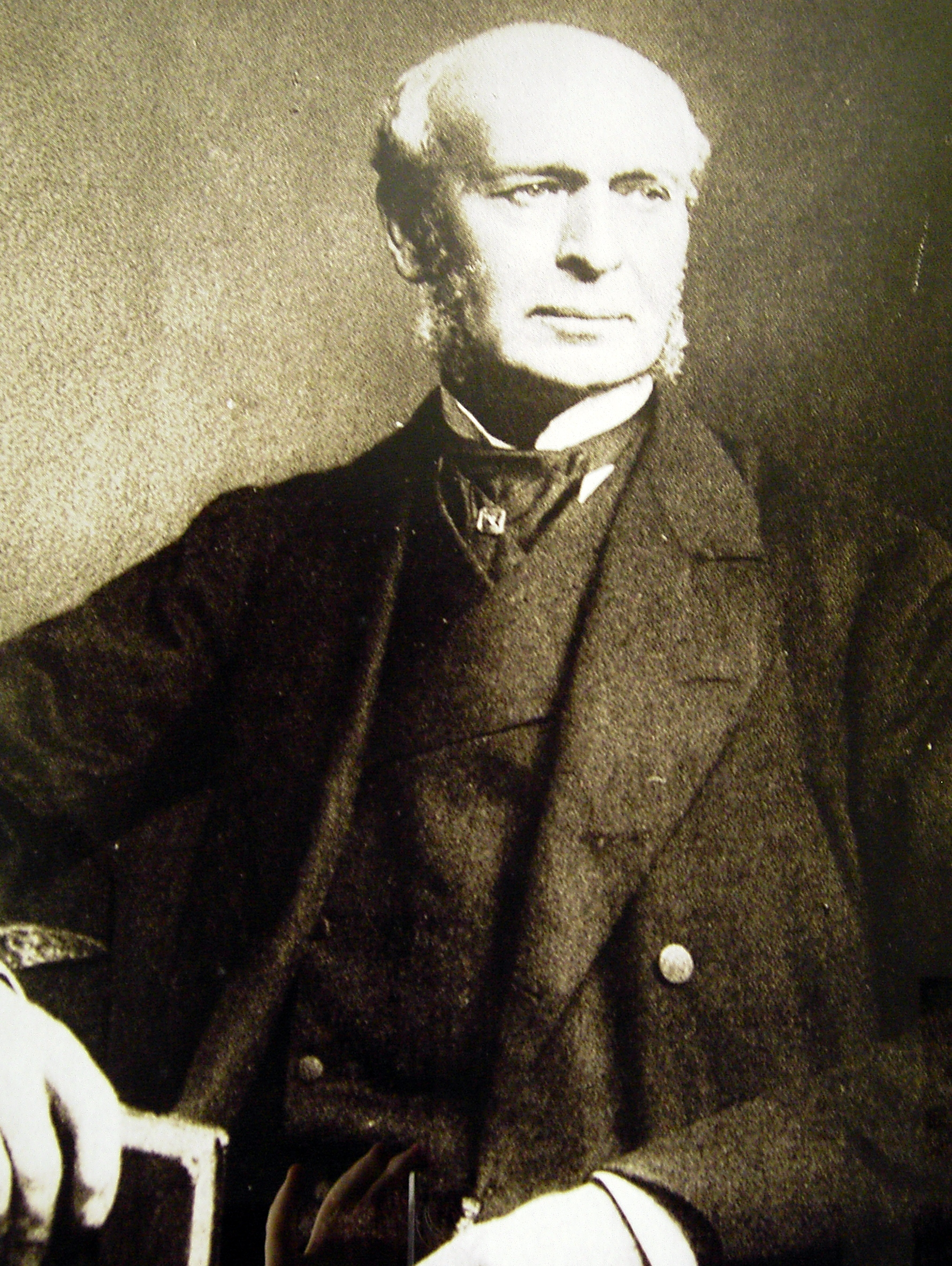
Hugh Matheson, qui a organisé l'achat des mines de Río Tinto en Espagne, fut le premier président de la société.

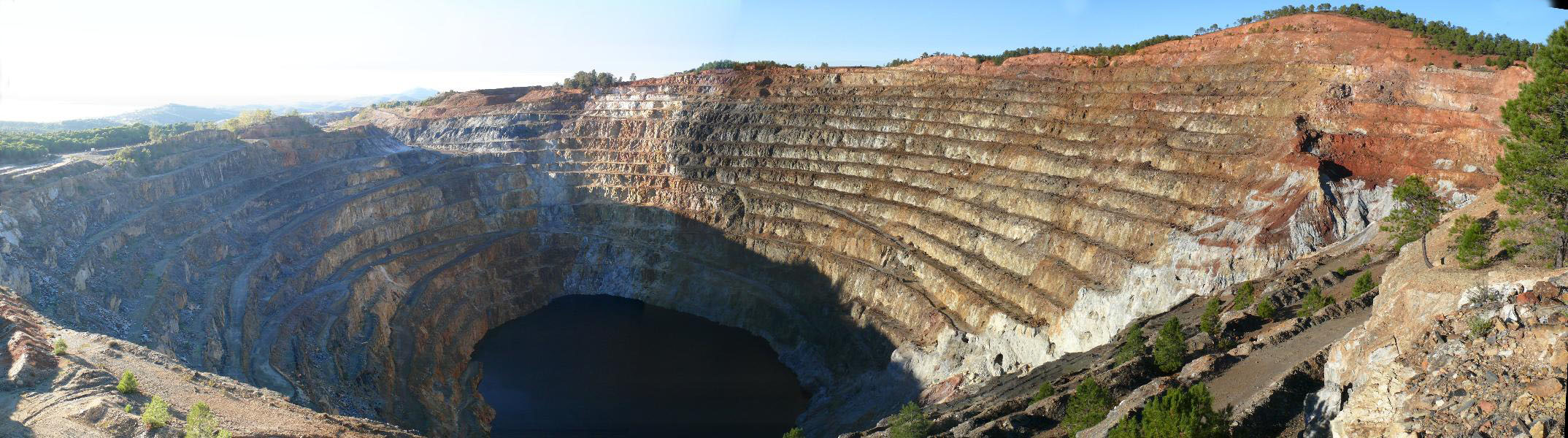
La mine à ciel ouvert de Río Tinto a été l'un des sites d'abord exploité en Espagne par le groupe Rio Tinto.

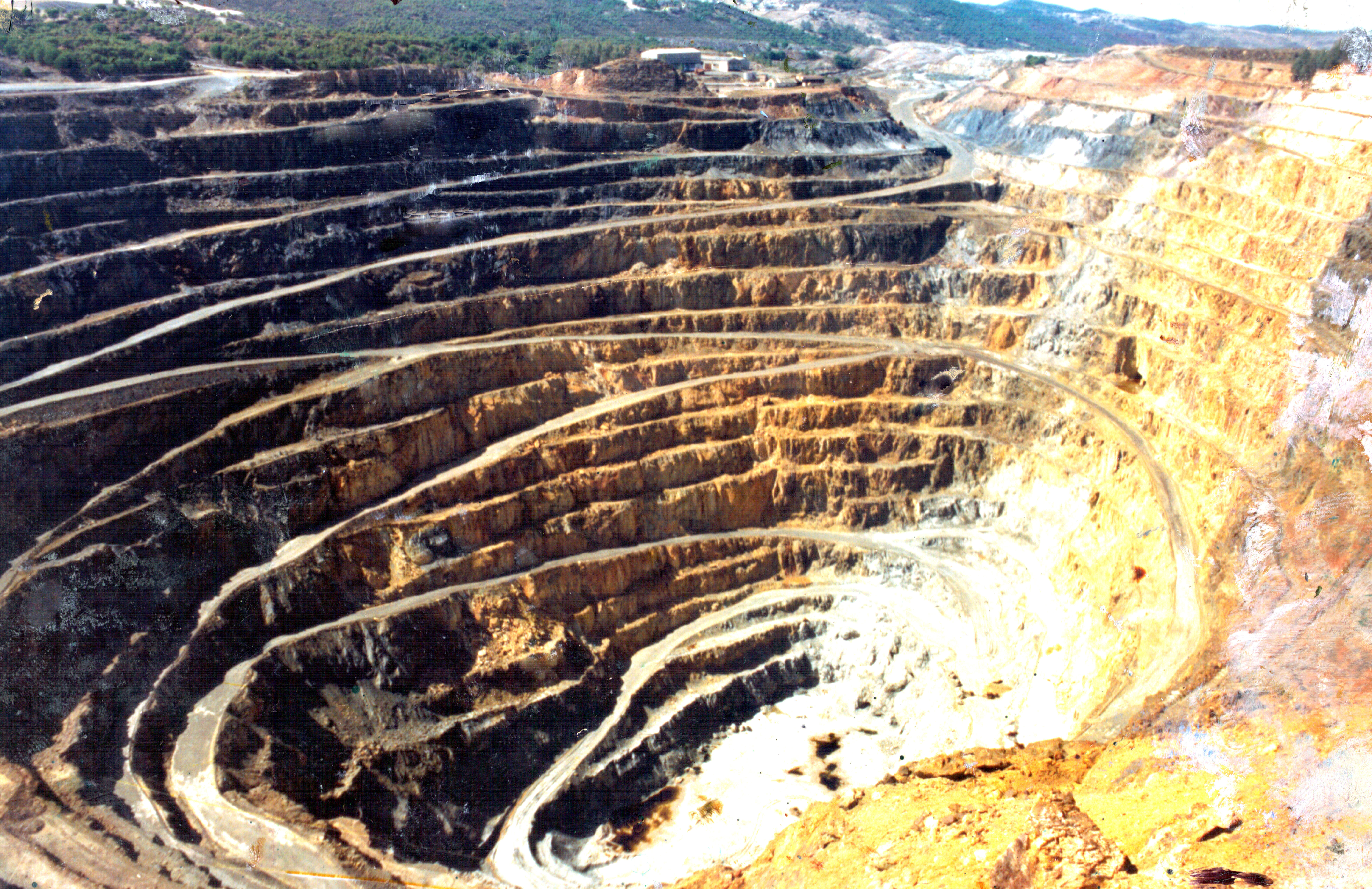
État de la mine dans les années 1980.

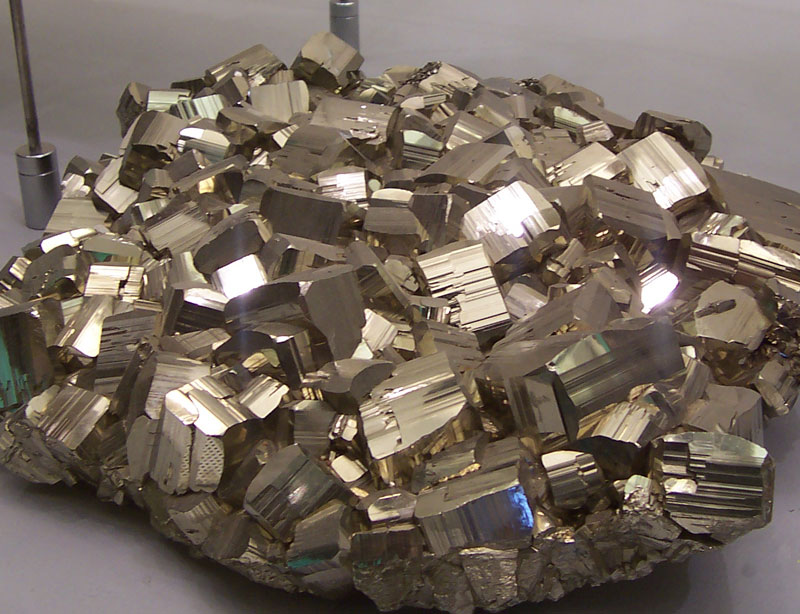
La pyrite a été l'un des principaux produits exploités par les premières mines de Río Tinto, non sans dégrader l'environnement.

La société est fondée en 1873, quand un consortium multinational d'investisseurs se forme pour acheter la mine de Río Tinto située sur le fleuve Río Tinto, mine qui appartenait au gouvernement espagnol. Les acheteurs de la mine sont conduits par un riche industriel Hugh Matheson (Matheson's Matheson and Company), qui a créé un consortium ad hoc composé de la Deutsche Bank (56 % des parts), de la société de Matheson (24 % des parts), et de la compagnie de chemins de fer Clark, Punchard and Company (20 % des parts).
Lors de la vente aux enchères de la mine, en pleine crise politique (le 14 février 1873, quatre jours après la création de la république d'Espagne), le consortium emporte tout le complexe minier avec une offre de seulement 3 680 000 Livres sterling (soit 92,8 millions de pesetas), s'avérant par la suite comme étant très inférieur à la valeur réelle de la mine. L'offre comportait une clause précisant que le gouvernement espagnol renonçait définitivement à tout droit de réclamer des redevances sur la production de la mine. Peu après l'achat de la mine, le syndicat créé une société industrielle nommée Río Tinto, inscrite au registre espagnol des sociétés le 29 mars 1873.

### Prise de contrôle britannique, lesteleraset la fusillade de 1888
En 1888, la branche britannique de la famille Rothschild prend le contrôle de l'entreprise, qui a déjà grandement accru la portée de ses opérations minières.
Le 4 février 1888, peu après l’arrivée d'un nouveau directeur général, William Rich, une manifestation de mineurs et d’agriculteurs qui protestent contre les fumées des teleras (système de calcination du minerai en plein air) et les conditions de travail misérables est réprimée par l’armée. Bien que le Gouvernement central et la Compagnie taisent en partie l’événement, on estime à plus de deux cents le nombre de morts. Ces faits sanglants sont connus dans la province de Huelva sous le nom d’« année des fusillades » (año de los tiros).
Les teleras étaient pratiquées dans la zone depuis le début du siècle mais avec l’arrivée des Anglais, cette pratique s’intensifient considérablement au point que l’on estime qu’étaient ainsi calcinées 500 tonnes par an. La situation avait un certain écho au niveau national, et dans la province la population se divisait entre « fumistes » (humistas), qui soutenaient leur utilisation comme symbole de progrès, et « antifumistes » (antihumistas), qui critiquaient l’énorme pollution (de fait, les fumées dégagées par les teleras polluaient l’ensemble de la région, et étaient parfois visibles dans la sierra de Séville, et même à Ayamonte et au Portugal). C’est pourquoi, dès 1877, les premières plaintes sont envoyées au gouvernement de Cánovas del Castillo. Elles aboutissent à la publication d’un arrêté du 22 juillet 1879, qui ne fait qu’accorder de faibles indemnisations des dommages causés aux cultures, légalisant ainsi d’une certaine manière l’usage de ces calcinations, en dépit des décès de travailleurs qu’elles causent (décès que les médecins de la Compagnie attribuent à des maladies congénitales).
Les municipalités, quant à elles, tentent d’interdire ces pratiques. Mais le Gouvernement, sous l’influence de la Compagnie et des journaux conservateurs comme La Provincia, abroge systématiquement les arrêtés municipaux.
Le niveau du mécontentement est tel que propriétaires terriens et journaliers, que la pollution prive de leurs moyens d'existence, s’unissent aux protestations ouvrières et « environnementales » des mineurs. C’est ainsi que le 30 janvier de cette année 1888, une manifestation emmenée par un anarcho-syndicaliste cubain Maximiliano Tornet, se présente à la mairie de la localité pour remettre une série de revendications, parmi lesquelles la fin des calcinations en plein air.
Le 2 février, une grève commence dans le bassin minier, qui conduit le Gouverneur Civil à cantonner à Huelva deux compagnies du régiment du général Pavía commandées par le lieutenant-colonel Ulpiano Sánchez. Le jour suivant, malgré les tentatives de médiation de la Guardia Civil, de incidents violents se produisent. La municipalité et le gérant de la Compagnie, William Rich, n’acceptent aucune négociation et alertent probablement la capitale afin qu’elle envoie l’armée à Rio Tinto.
Le 4 février au matin s’organise une nouvelle manifestation, à laquelle se joignent des habitants de la ville proche de Nerva et des zones limitrophes, et une délégation se présente à la mairie pour exposer leurs revendications. La place de la Constitution de la localité est pleine de travailleurs, de femmes et d’enfants et on estime qu’il y avait douze mille manifestants. Il s’agit d’une manifestation pacifique, mais, sans que l’on ait jamais su exactement par qui, l’ordre est donné aux soldats de Pavía d’ouvrir le feu sur la foule. Les soldats achèvent ensuite les blessés à coups de baïonnettes.
On ne sait pas ce que sont devenus les corps, vraisemblablement ensevelis sous des décombres de la mine. Ces faits tragiques, même si leur ampleur est en partie étouffée, causent un scandale national et international. Ces manifestations de février 1888 peuvent être considérés comme faisant partie des premières manifestations écologiques, dans l'économie capitaliste en cours d'internationalisation.

### Développement mondial de la société avant la Première Guerre mondiale
Pour autant, la société continue de se développer et de s'enrichir à travers une longue série de fusions et acquisitions pour se placer parmi les plus importantes sociétés au monde dans la production de nombreux matériaux de base, dont l'aluminium, le minerai de fer, le cuivre, l'uranium, le charbon et les diamants : extraction, spéculation sur ces métaux, raffinage de ces métaux.
De 1877 à 1891, la mine de Rio Tinto devient le premier site mondial d'extraction de cuivre.
De 1870 jusqu'à la Première Guerre mondiale, la société s'emploie à exploiter pleinement cet immense gisement de Rio Tinto, mais commence également à créer d'autres activités d'expansion ou d'exploration hors d'Espagne. Les nouveaux actionnaires britanniques construisent des installations de transformation, innovent dans les techniques d'exploitation et élargissent le spectre de leurs activités minières. Le groupe fait alors partie d'un cartel qui contrôle la production du cuivre et de pyrite et les prix du marché dans le monde, ce qui lui assure une réussite financière constante jusqu'en 1914.

### Après la Première Guerre mondiale
La Première Guerre mondiale se déclenche et a pour conséquence d'éliminer les États-Unis comme marché viable pour les pyrites européennes, ce qui conduit à une nette baisse d'activité de l'entreprise dans le monde, mais de nouveaux marchés s'offrent, dopés par les besoins en métaux des armées européennes, puis - après guerre - de la reconstruction.
En 1925, Sir Auckland Geddes, 1er baron Geddes, succède à Lord Alfred Milner en tant que président du groupe. Geddes et sa nouvelle équipe de direction décident de diversifier davantage les investissements de l'entreprise et en réforment la stratégie commerciale. Geddes conduit le groupe à créer une série de coentreprises avec des clients dans le domaine du développement de nouvelles technologies et pour l'exploration et l'exploitation minière hors de l'Espagne. L'investissement le plus important pour l'entreprise a peut-être été l'achat de concessions et mines de cuivre en Rhodésie, qu'elle a fini par consolider en créant la Rhokana Corporation.
Ces efforts de diversification ont permis à l'entreprise de se départir du gisement de Rio Tinto en Espagne, alors que - dans les années 1950 - le gouvernement nationaliste de Franco rendait de plus en plus difficile l'exploitation de ressources naturelles « espagnoles » au seul bénéfice de sociétés étrangères. Le groupe Rio Tinto Company avait alors, soutenu par ses investissements internationaux - les moyens de céder les deux tiers de ses activités en Espagne en 1954, puis le reste au cours des années suivantes.

### Poursuite du développement international au21esiècle
Comme beaucoup de grandes sociétés minières, le groupe Rio Tinto continue à procéder à des séries de fusions-acquisitions, et son actionnariat évolue aussi.
En octobre 2007, Rio Tinto a racheté, pour 38,1 milliards USD, le producteur canadien Alcan. Il est ainsi devenu le numéro un mondial de l'aluminium devant le russe Rusal et l'américain Alcoa. La nouvelle entité créée a pris le nom de Rio Tinto Alcan.
En février 2009, Rio Tinto tente d'obtenir la participation financière de Chinalco dans le but de respecter ses obligations financières, dont le remboursement de 9 milliards USD de dettes vers la fin de l'année 2009. Elle a vendu des actifs à Vale pour améliorer sa situation financière. De plus, elle a annoncé la mise à pied de 14 000 employés pendant l'année 2009. Le 12 février 2009, Chinalco a décidé d'investir 19,5 milliards USD dans Rio Tinto. En juin 2009, Rio Tinto a préféré obtenir du financement auprès du marché public, tout en signant un partenariat avec BHP Billiton, délaissant Chinalco dans le processus. Des journalistes spécialisés spéculent que le gouvernement chinois exerce des représailles à l'encontre de Rio Tinto pour l'inciter à accepter une prise de contrôle par Chinalco via des plaintes antitrust, des piratages informatiques, de l'espionnage industriel et des arrestations d'employés de Rio Tinto pour espionnage.
En août 2010, une nouvelle société, Alcan EP, est créée, regroupant l'activité produits usinés, c'est-à-dire les anciennes activités de Pechiney dans les produits usinés en aluminium pour l'aéronautique civile et militaire, l'automobile, la construction ferroviaire ou l'industrie.
Début 2011, 51 % d'Alcan EP sont cédés à un fonds d'investissement américain, Apollo, et 10 % sont cédés au fonds souverain français, le Fonds Stratégique d'Investissement. Rio Tinto Alcan conserve le solde du capital, soit 39 %. Alcan EP, rebaptisé Constellium, compte 70 sites et 11 000 salariés dans le monde, dont 5000 en France. Constellium est entré en bourse en mai 2013.
En 2016, il avait vendu à la multinationale Simec, 100 % de sa filiale Alcan Aluminium UK, pour 410 millions de dollars.
En janvier 2017, Rio Tinto annonce la vente d'une partie de ses activités charbonnières en Australie à Yanzhou Coal Mining (Yancoal) pour 2,45 milliards de dollars. En juin 2017, Glencore renchérit sur cette offre.
Entre septembre et décembre 2022, Rio Tinto acquiert la participation de 49 % qu'elle ne détient pas dans Turquoise Hill Resources pour 3,3 milliards de dollars,.
En octobre 2024, Rio Tinto annonce l'acquisition pour 6,5 milliards de dollars d'Arcadium, la troisième plus grande entreprise de production de lithium, présente notamment en Argentine.
En juillet 2025, les tarifs douaniers américains sur l’aluminium imposé par Donald Trump, coûtent plus de 408 millions de dollars canadiens à Rio Tinto.

## Activité
Ses actifs principaux se trouvent en Australie (minerai de fer, charbon, aluminium), aux États-Unis (cuivre, charbon), au Canada (aluminium et autres), en Amérique latine et en Afrique du Sud.
En mars 2009, Rio Tinto était réputée être la quatrième société minière au monde, avec un capital d'environ 34 milliards, et le groupe a été répertorié en 2008 par le magazine Fortune à la 263e place dans le classement mondial des plus grandes entreprises Fortune Global 500.
Au Canada, en plus de l'aluminium d'Alcan, l'entreprise contrôle plusieurs mines et usines de métaux de base. Par exemple, Rio Tinto possède, au Québec, QIT-Fer et Titane qui exploite le plus grand gisement d'ilménite massive au monde, situé au lac Tio, à 43 kilomètres d'Havre-Saint-Pierre sur la côte nord. À Sorel-Tracy, QIT extrait de ce minérai le dioxyde de titane utilisé comme pigment blanc (opacifiant) dans les peintures, plastiques, papiers, etc., et comme principale source de titane. Elle possède également, au Labrador, 59 % dans IOC, la plus importante mine de fer au Canada. Enfin, elle détient une participation de 60 % dans la mine de diamant Akdov, à Yellowknife, Territoires du Nord-Ouest.
En 2013, Rio Tinto s'est équipé d'un train fourni par la société Qiqihar Railway Rolling Stock Co., Ltd. et fabriqué par un fabricant de trains de Chine populaire, doté de la plus grande capacité de charge au monde : il peut transporter environ 155 tonnes par wagon ; la charge maximum par essieu de chaque wagon est de 44 tonnes, et le train dispose d'une capacité de charge totale de 30 000 à 50 000 tonnes.

### En France
L'entreprise espagnole fut la première à s'implanter en 1885 sur le site aride des contreforts du massif de la Nerthe, dans le quartier de l'Estaque à Marseille. Quelques années plus tard Penarroya reprenait RioTinto et la première guerre mondiale fournit l'occasion de développer l'usine, avec l'absorption des activités chimiques des établissements Kuhlman, qui allait battre en 1970 le record de production de chlorure d'aluminium.
L'usine française de Gardanne (traitement de minerai de bauxite), créée en 1893 dans les Bouches-du-Rhône et rachetée par Rio Tinto au groupe Pechiney en 2007, fait l'objet de contrôles renforcés après l'accident industriel survenu en Hongrie qui a occasionné le déversement de plus d'un million de mètres cubes de boues rouges toxiques. Selon le cabinet de la secrétaire d'État : « Une partie des résidus de bauxite est lavée et diluée dans de l'eau avant d'être envoyée par tuyaux enterrés et sous-marins dans une fosse sous-marine à sept kilomètres des côtes. » « Ces rejets font l'objet d'un suivi périodique de l'impact environnemental réalisé par un comité de suivi scientifique ad hoc et la canalisation est régulièrement inspectée », mais on retrouve des traces de bauxite de ces boues près de Cassis. En 2015, ce rejet devrait être stoppé. Le reste des boues est stocké derrière une digue de rétention mais sous forme moins liquide qu'en Hongrie et après traitement d'inertage partiel. La digue est contrôlée deux fois par an.
En 2012, Rio Tinto se sépare de l'usine française de Gardanne, mais conserve toujours une usine de production d'aluminium à Dunkerque, un centre de recherche et développement à Saint-Jean-de-Maurienne (Savoie) et des bureaux à Paris et Voreppe (Isère). Tous ces sites appartiennent principalement à Rio Tinto Alcan.
Les déchets faiblement radioactifs issus d’une autre usine d’alumine Péchiney, installée depuis 1908 au bord de l’Huveaune au lieu-dit La Barasse, et dont le crassier de boues rouges s’était en partie déversé dans le fleuve côtier, sont également restés sous la responsabilité de Rio Tinto.
En 2016, la société minière vend sa filiale Carbone Savoie, spécialisée dans la fabrication de carbone et de graphite synthétique, au fonds de retournement français, Alandia Industries. Cette cession donnera lieu à un conflit opposant Rio Tinto et les salariés de Carbone Savoie.

## Structure
Contrairement à d'autres entreprises de cette taille, elle est une Dual-listed company (en) (société à double cotation), c'est-à-dire qu'elle est contrôlée par deux entités distinctes, qui dans une certaine mesure, partagent les risques et bénéfices : 
- Rio Tinto plc, entreprise inscrite à la Bourse de Londres (London Stock Exchange), où le groupe est une composante de l'index FTSE 100[30] ;
- Rio Tinto Ltd, inscrite en Australie et cotée sur le Australian Securities Exchange où le groupe est une composante de l'index S&P/ASX 200[31].

Le groupe est divisé en cinq branches d'activité : l'aluminium, le cuivre, les diamants et autres minéraux, l'énergie et le minerai de fer. En 2007, il se composait de 80 entreprises établies dans 50 pays.

## Actionnariat
Liste des principaux actionnaires au 14 novembre 2021 :
| Aluminium Corporation of China                   | 14,6 % |
| Bank of China (Luxembourg Branch)                | 14,4 % |
| BlackRock Investment Management (UK)             | 6,18 % |
| Capital Research & Management (Global Investors) | 2,84 % |
| Capital Research & Management (World Investors)  | 2,74 % |
| BlackRock Fund Advisors                          | 2,70 % |
| The Vanguard Group                               | 2,62 % |
| Norges Bank Investment Management                | 2,05 % |
| Legal & General Investment Management            | 1,53 % |
| Baillie Gifford                                  | 1,38 % |

## Controverses
Mais Rio Tinto licencie aussi en novembre 2016 deux de ses principaux dirigeants, le chef de la division énergie et minerais, Alan Davies, et la responsable juridique, Debra Valentine. Il leur est reproché d’être impliqué une affaire de corruption en Guinée.
En 2019, à Madagascar, deux études montrent qu'une grande mine de sables minéralisés, au sud-est du pays, empiète sur une « zone sensible », impliquant le risque que "des résidus enrichis en radionucléides puissent entrer dans un lac servant de source d’eau potable. En 2021, des analyses de l'eau des sources, près des mines de Rio Tinto, montrent des taux élevés de plomb et d'uranium menaçant la santé des populations locales.

### Scandale de Bougainville à la fin du20esiècle
La compagnie a longtemps exploitée la mine de Panguna, sur l'ile de Bougainville en Papouasie-Nouvelle-Guinée, provoquant des dommages considérables à l'environnement. Elle y cesse ses activités en 1989 à la suite d'une campagne de sabotage menée par des habitants excédés par la pollution et le peu de retombées financières locales. Cette situation écologique désastreuse a largement contribué à déclencher la guerre civile de Bougainville.

### Nouveau scandale en 2020 en Australie
En mai 2020, le groupe minier dynamite en Australie un site autochtone aborigène sacré, situé dans la gorge de Juukan, l’un des sites de peuplement les plus anciens de ce continent. Cette décision a été prise pour agrandir une mine, alors que le groupe avait tissé des liens dits « de confiance », depuis la fin des années 1990 avec les communautés autochtones, propriétaires traditionnels de la plupart des terres de la région de Pilbara, dans l’État d’Australie-Occidentale. Devant la commission d'enquête, le directeur général de Rio Tinto, Jean-Sébastien Jacques, déclare que son entreprise avait trois autres options pour développer cette mine sans endommager le site sacré, mais que « la différence entre la quatrième option et les trois autres options était de huit millions de tonnes de minerai de fer à haute teneur » (82 millions d'euros). D’après le journal Le Monde, « la plupart des observateurs dressent le même constat. Le groupe s’est déconnecté du terrain, en concentrant l’essentiel du pouvoir décisionnaire à Londres, où se situe son siège mondial ».
L'émotion est à nouveau importante. Sous la pression d'investisseurs institutionnels, notamment australiens, comme le fonds de pension Hesta, ce directeur général est contraint de démissionner le 11 septembre 2020 (avec effet début 2021), officiellement « d'un commun accord » avec le conseil d'administration du groupe minier,,,.

### En Serbie
En 2021 en Serbie, un projet de mine géante de lithium dans la vallée du Jadar à Loznica, porté par Rio Tinto, suscite le rejet de la population serbe,. Devant les manifestations hebdomadaires depuis le 27 novembre, le gouvernement serbe décide, à la mi janvier 2022, d'abandonner le projet. Cependant, le projet est relancé en juin 2024, suscitant des manifestations de dizaines de milliers de personnes,. Selon Le Courrier des Balkans, Rio Tinto aurait engagé une vaste campagne de lobbying et de désinformation pour faire taire les opposants, en prétendant notamment que ceux-ci seraient « manipulés » par l'État russe.

### Conditions de travail dans le groupe
Un rapport interne paru en février 2022 juge « systémique » le racisme, les agressions sexuelles et le harcèlement au sein du groupe. L'enquête dirigée par Elizabeth Broderick (en), ancienne commissaire à la discrimination sexuelle (en) en Australie, a contacté plus de 10 000 employés du groupe.

### Condamnation pour rejet de substances nocives
En janvier 2025, Rio Tinto et une autre entreprise sont condamnés à payer une amende de 2 millions de dollars canadiens à la suite du rejet illégal de différentes substances nocives (entre février et août 2023) sur le site d'une mine située près d'Havre-Saint-Pierre.

### Écoblanchiment
Selon une enquête journalistique menée par Radio-Canada, qui a analysé la chaîne de production de Rio Tinto Alcan pour fabriquer de l’aluminium, les prétentions écologiques de l’entreprise relèvent d’un discours d’écoblanchiment, ce que confirme aussi Celia Izoard .